# Raduga K-9
Die Raduga K9 (NATO-Codename: AA-4 Awl) war eine sowjetische Luft-Luft-Kurzstreckenrakete. Sie wurde Ende der 1950er Jahre vom Raduga-Konstruktionsbüro entwickelt. Die Lenkflugkörper K-9 gelangte nie in die Serienproduktion.